# Puumala
Puumala [ˈpuːmɑlɑ] ist eine Gemeinde in Südostfinnland. Sie liegt rund 300 Kilometer nordöstlich der Hauptstadt Helsinki im Saimaa-Seengebiet.
Puumala besteht als Kirchspiel seit 1662, als politische Gemeinde seit 1868. Sie umfasst neben dem Kirchdorf Puumala die weit verstreut liegenden Siedlungen Hamula, Harmaala, Himahuuha, Huhtimaa, Hurissalo, Huuhkaala, Ihalais, Junninmäki, Kaipaala, Kauppila, Keriniemi, Kietävälä, Kiljula, Kokkola, Kontila, Kyllölä, Lampila, Liimattala, Lintusalo, Luukkola, Maunola, Miettula, Muuramäki, Niinimäki, Niinisaari, Ollila, Pellilä, Petäjäniemi, Pirttimäki, Piskola, Pitkälahti, Repola, Rokansalo, Ruokotaipale, Ryhälä, Sepänkylä, Sipilänsaari, Sopala, Sorjola, Torsantaka, Valtola, und Vesiniemi.
In Puumala leben rund 2800 Menschen; im Sommer verdreifacht sich die Einwohnerzahl jedoch wegen der vielen Feriengäste, die ihre Sommerhäuser beziehen. Auf die 1200 ganzjährig bewohnten Häuser im Gemeindegebiet kommen mehr als 3700 Mökkis. Handel und Tourismus sind auch die größten Wirtschaftszweige der Gemeinde; von großer Bedeutung sind die Land- und Forstwirtschaft und die holzverarbeitende Industrie, in der 24 Prozent der Erwerbstätigen beschäftigt sind.
Puumala liegt im von zahllosen Seearmen des Saimaa-Sees und Osern zergliederten Südteil der Landschaft Savo. Die Küstenlänge im Gemeindegebiet beträgt mehr als 3000 Kilometer, die Anzahl der Inseln mit einer Größe von mehr als 20 Ar liegt bei über 1000. Im Norden hat Puumala Anteil an der Insel Hurissalo, der mit 174 Quadratkilometern größten Binneninsel des Saimaa-Sees.
Die Pfarrkirche von Puumala ist eine der größten Holzkirchen Finnlands. Sie wurde 1832 fertiggestellt und bietet Platz für 1200 Gläubige.
Das neue Wahrzeichen der Gemeinde ist jedoch die 1995 fertiggestellte Brücke über die Wasserenge Puumalansalmi nahe dem Kirchdorf. Mit einer Länge von 781 Metern ist sie die viertlängste Brücke Finnlands.

## Wappen
Beschreibung des Wappens: Im schwarzen Schild sind drei bis zum oberen Schildrand reichende  silberne Spitzen mit je einer gezündeten Granate, die an den Puumala-Zwischenfall zu Beginn des Russisch-Schwedischen Krieges (1788) erinnern.

## Galerie

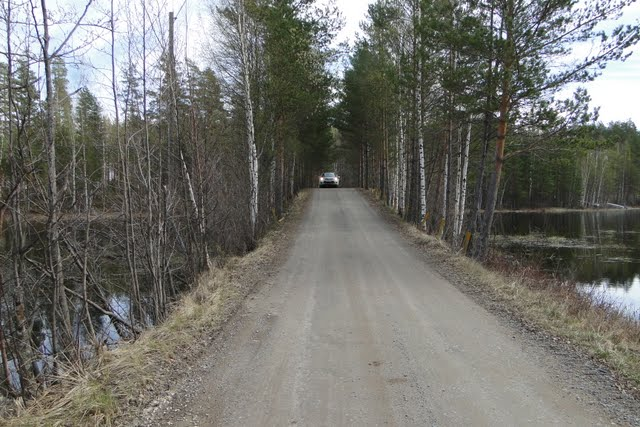
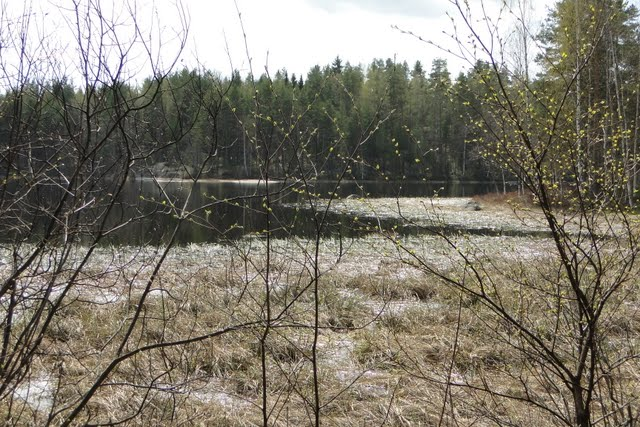
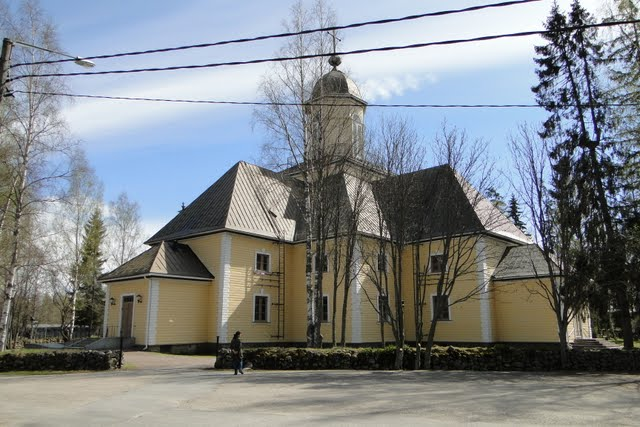
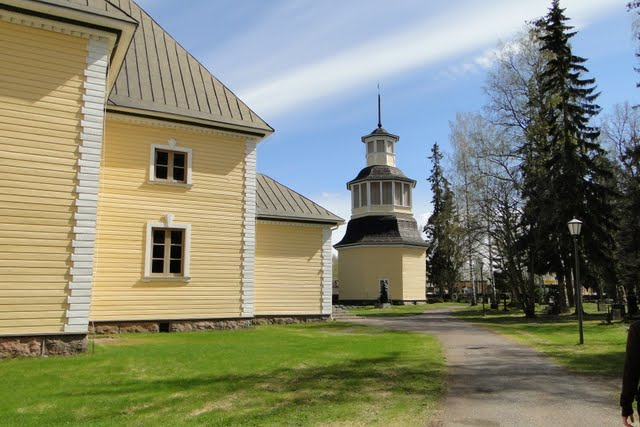
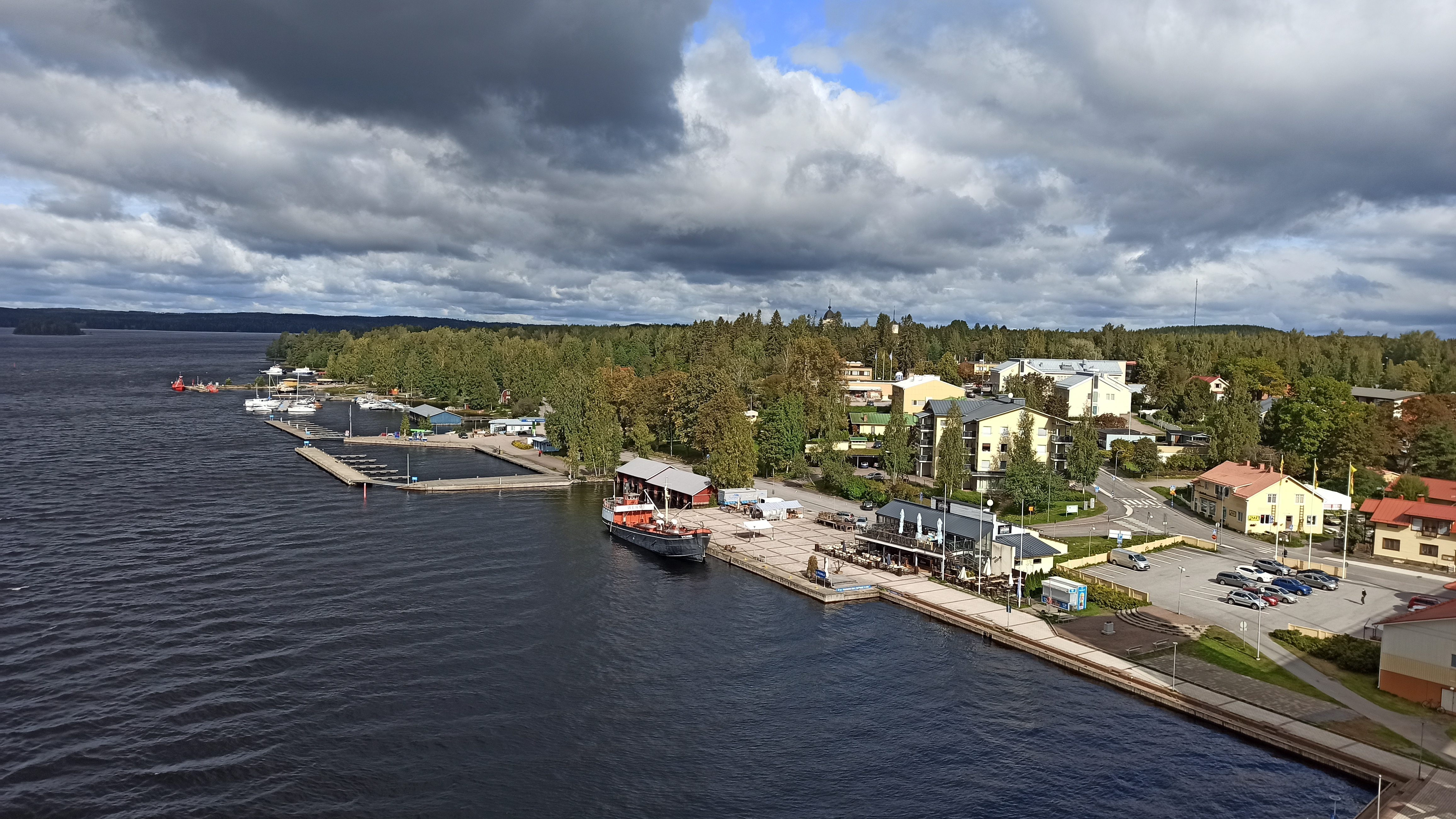
Hafen
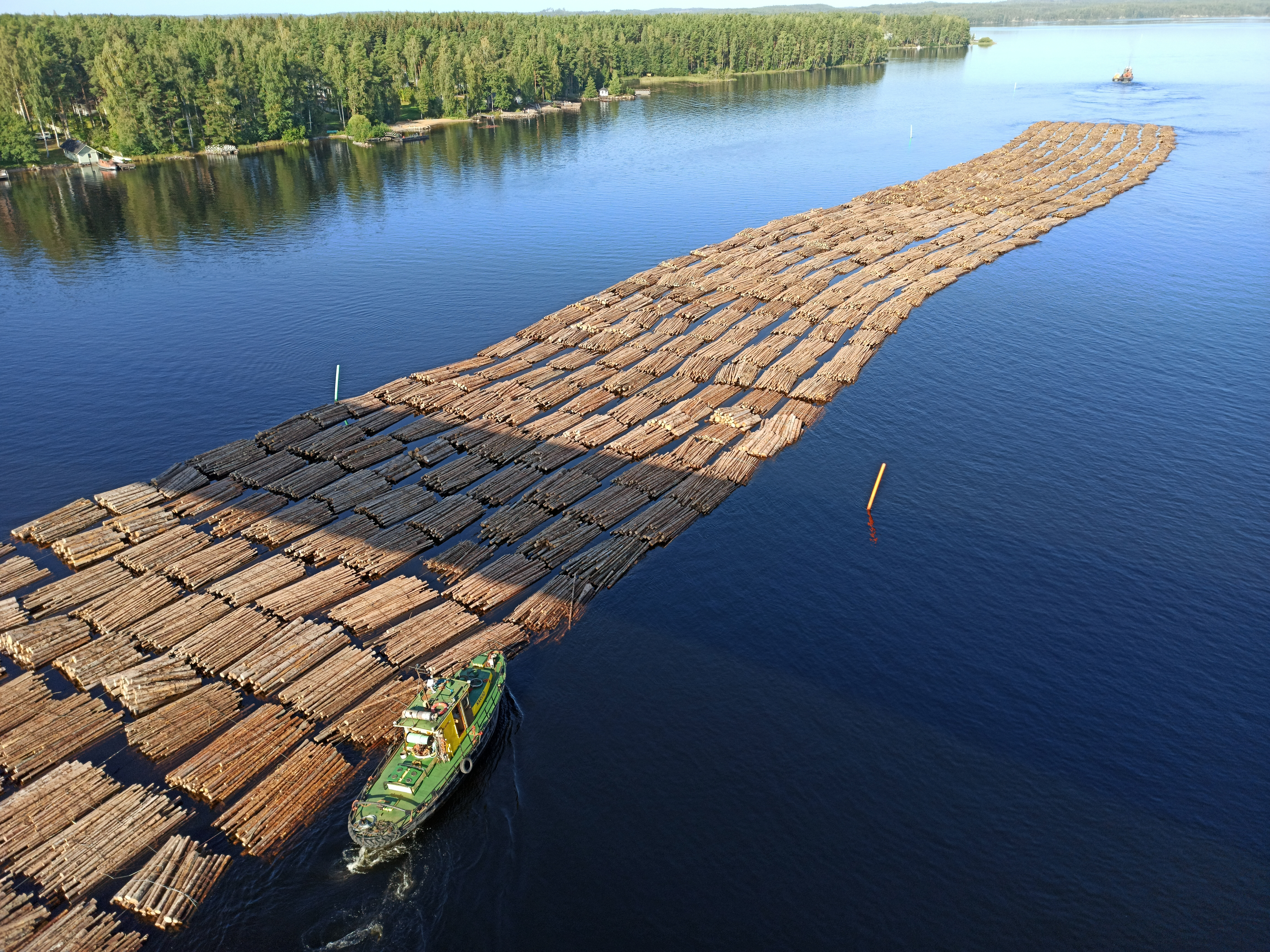
Holztransport